# Sóti Triantafýllou
 (avril 2020).
Si vous disposez d'ouvrages ou d'articles de référence ou si vous connaissez des sites web de qualité traitant du thème abordé ici, merci de compléter l'article en donnant les références utiles à sa vérifiabilité et en les liant à la section « Notes et références ».
Sóti Triantafýllou (grec moderne : Σώτη Τριανταφύλλου, née le 31 décembre 1957 à Athènes), est  une romancière, essayiste, éditorialiste et historienne grecque spécialiste de la Guerre froide.

## Études
Elle est diplômée de la Faculté de pharmacologie ainsi que de lettres françaises  (université d'Athènes), docteure en histoire à l'École des hautes études en sciences sociales (EHESS), à Paris. Elle est étudiante de Marc Ferro et de Jean Heffer . Elle a poursuivi des études post-doctorales sur l'histoire des villes américaines (à New York), sur l'épistémologie et la philosophie des mathématiques (Centre Koyré, Paris) et sur les relations internationales (EHESS, Paris).

## Vie professionnelle
Depuis 1983, Sóti Triantafýllou travaille dans la presse en tant qu'éditorialiste, spécialiste des États-Unis et des relations internationales. 
Elle enseigne dans plusieurs établissements tel que l'École d'études cinématographiques Lycourgos Stavrakos à Athènes, la faculté des Études Stratégiques de l'université d'Athènes et en tant que visiting professor (intervenante) dans diverses universités comme celles de Strasbourg, de Macédoine de l'Ouest, ou de Mytilène. 
Elle commence sa carrière d'autrice avec des essais sur le cinéma et des histoires courtes sur l'errance et le rock 'n' roll. Son premier roman est  publié en 1996. 
Sóti Triantafýllou est traductrice de quatre langues (allemand, anglais, français, italien)

## Prix littéraires
Elle reçoit le prix Alziator pour son roman Chinese Boxes (2009) et le prix littéraire de l'État pour son roman The End of the World in an English Garden (2017).
Sa nouvelle Μηχανικοί καταρράκτες a reçu le prix Queer Theater (2015)
Elle est lauréate du prix Kalligas ((prix des journalistes européens, 2016) pour sa carrière d'éditorialiste.

## Bibliographie

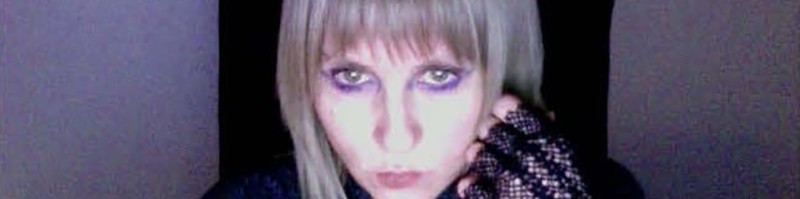
Écrivain, historienne spécialiste de la guerre froide, américaniste

### Fiction
- Tangerine Days, (récits) Egokeros, 1989
- The El at Stilwell, (récits) Delfini, 1992
- Alphabet City, (récits) Delfini, 1993
- Saturday Night at the Edge of the Town, (roman) Polis Publishers, 1996
- Tomorrow Another Country, (roman) Polis, 1997
- The Subterranean Sky, (roman) Polis, 1998 (traduit en allemand, Zsolnay Verlag, Vienne, 2001)
- Marion on the Silver Islands and the Red Forests (roman pour enfants), Patakis Publishers, 1999, 2e édition 2013
- The Pencil Factory, (roman) Patakis, 2000 (traduit en allemand, Zsolnay Verlag, Vienna, 2004 ; traduit en catalan, Edicions de 1984, Barcelone, 2005 ; traduit en turc, Çağdaş Edebiyat Dizisi, Istanbul, 2009)
- Poor Margo (roman), Patakis, 2001
- Albatross, (roman), Patakis, 2002
- Forgiveness (roman), Patakis, 2003
- Letter from Alaska (nouvelle), Ellinika Grammata, 2003
- Taking off (roman), Melani Publishers, 2004
- Death at Dawn (nouvelle), Ianos Publishers, 2004
- Stories of Despair (récits), Athènes Voice Books, 2005
- Letter from a Dragon (pour enfants), Patakis, 2005
- Body Stories (récit), Athènes Voice Books, 2006
- Los Angeles (textes sur les photos de Petros Nikoltsos), Melani, 2006
- Pittsburgh (nouvelle épistolaire), Aigeias Publishers, 2006
- Chinese Boxes (Four Seasons for Detective Malone), Patakis, 2006 (traduit en allemand, Zsolnay Verlag, Vienne, 2009)
- Some of Your Blood, Patakis, 2008
- African Diary (roman pour les jeunes), Patakis, 2008
- Time, Again (autobiographie), Patakis, 2009
- For the Love of Geometry (roman), Patakis, 2011
- Speaking with Alice about Philosophy and the Meaning of Life (essai), Patakis, 2012
- Rare Earths (roman), Patakis, 2013
- Mechanic Falls (roman), Patakis, 2014
- The Ancients Are Snooping, (pour enfants), Patakis, 2015
- Sparkling Fields (textes, essai), Patakis, 2016
- The End of the World in an English Garden (roman), Patakis, 2017
- Los Angeles: Driving in Southern California (nouvelle éd.) Melani, 2019
- The Amusement Park on the Holy Mountain (roman), 2019

### Essais
- Filmed Cities, Synchroni Epochi Publishers, 1989
- On Four Cinematic Landmarks of the Sixties, Delfini, 1994
- Buildings in the Sixties, Delfini, 1994
- « Left » Τerrorism, Democracy and the State, Patakis, 2003
- On Nationalism and its Symbols, Patakis, 2006
- Pluralism, Multiculturalism, Integration, Assimilation, Patakis, 2015
- Alone in the World: Anti-americanism in European Literature, Patakis, 2019

### Recueils d'articles
- The Terrible Twist of Events (articles dans Athens Voice), 2013
- The 11th Hour (articles dans Athens Voice), 2014
- Exercises dansSerenity (articles dans Athens Voice), 2015
- The Populist Temptation, (coll. Volume, Armos, 2016)
- The Difficulties of the Plains, (articles dans Athens Voice), 2017
- Short Decade (articles dans Athens Voice et NEA), 2019

### Récits, nouvelles (en anthologies)
- Cumin and Cinnamon (récit : A Restaurant Named ‘Le ventre de Paris’), Patakis, 1999 (traduit en tchèque, Apsida Books, Prague, 2001)
- Athens, Itineraries and Stops (récit : How the Reginos Family Lost their Honor), Patakis, 2000
- Fables from the Future (récit : Bad Blood), Minoas Publishers, 2001
- Ten Summer Stories (récit : I’ll Jump Out the Window), Vogue, 2001
- Five Artists in Search of an Author (récit : The Wall), Patakis, 2003
- Crowns and Medallions (récit : The First Time I Saw Paris), Livanis, 2004
- True Stories (récit : Athenian Romance, An Almost True Story), Metechmio Publishers, 2002 (traduit en allemand, Deutscher Taschenbuch Verlag, Munich, 2002)
- Four Stories from the City (récit : Baby’s Engagement), Athènes Voice Books, 2005 (traduit en suede: Bokförlaget Tranan, Stockholm, 2007)
- Modern Greece Under Foreign Eyes (récit : Adom in Athens: an Egyptian Cabbie in the City), Dendron Review, 2008
- We Call this Night Fire: Stories from the Inner City (récit : Come on Running), Athènes Voice, 2009
- Stories from the Subway (récit : Vocals), Athènes Voice Books, 2009
- This Age of Ours (récit : The Cabriolet Chronicles), Kastaniotis Publishers, 2010
- Crime stories (récit : The concierge of Rue Lepic), Kastaniotis, 2012
- Saturday Night on the Edge of the World, Kool Publishers, 2013
- Ophelia’s Burial (récit), Scrapbook Editions, 2013
- Sex crimes (récit : The Cult of Myself), Patakis, 2015
- Rock’n’roll, Scrapbook Editions, 2017
- In Harmony with the World, A Ghost Story, Papadopoulos Ed., 2019